# جون وينرايت (مؤلف)
جون وينرايت (بالإنجليزية: John Wainwright)‏ (25 فبراير 1921، ليدز في المملكة المتحدة - 1 سبتمبر 1995)؛ كاتِب، سيناريست وروائي بريطاني.

## روابط خارجية
- جون وينرايت على موقع IMDb (الإنجليزية)
- جون وينرايت على موقع ميوزك برينز (الإنجليزية)
- جون وينرايت على موقع قاعدة بيانات الفيلم (الإنجليزية)